# Tomasz Sowiński (fizyk)
Tomasz Sowiński (ur. 12 marca 1981 w Gorzowie Wielkopolskim) – polski fizyk teoretyk, profesor nauk ścisłych i przyrodniczych specjalizujący się w fizyce ultra-zimnych gazów atomowych, w szczególności w fizyce układów silnie skorelowanych o niewielkiej liczbie cząstek.  

## Życiorys
Studiował fizykę na Wydziale Fizyki Uniwersytetu Warszawskiego, gdzie obronił pracę magisterską (2005) a następnie pracę doktorską (2008) przygotowane pod kierunkiem prof. Iwo Białynickiego-Biruli. W latach 2003–2009 pracował w Centrum Fizyki Teoretycznej PAN najpierw na stanowisku technicznym, a od roku 2005 jako asystent. W latach 2009–2012 był adiunktem na Wydziale Biologii i Nauk o Środowisku UKSW, a od roku 2010 pracuje w Instytucie Fizyki PAN, gdzie w roku 2015 uzyskał stopień naukowy doktora habilitowanego nauk fizycznych. W latach 2012–2013 odbył staż podoktorski w grupie Macieja Lewensteina w ICFO w Barcelonie. W latach 2016–2017 pełnił funkcję Zastępcy Dyrektora ds. Naukowych w Instytucie Fizyki PAN. Jest członkiem Rady Naukowej Instytutu Fizyki PAN oraz Krajowego Centrum Informatyki Kwantowej Uniwersytetu Gdańskiego. W roku 2021 dołączył do międzynarodowego eksperymentu AEgIS w Europejskiej Organizacji Badań Jądrowych CERN, a od roku 2024 pełni w nim funkcję Resource Coordinator. W roku 2023 otrzymał tytuł naukowy profesora nauk ścisłych i przyrodniczych w dyscyplinie nauki fizyczne.

## Dorobek naukowy
W jego dorobku znajduje się ponad 70 publikacji naukowych. Kierował kilkoma projektami badawczymi, był także stypendystą Fundacji na Rzecz Nauki Polskiej w programie KOLUMB. Wypromował trzech doktorów i był promotorem pomocniczym w jednym przewodzie doktorskim. Był też opiekunem kilku prac magisterskich oraz licencjackich. Za swoją działalność naukową w roku 2015 otrzymał Nagrodę im. Stefana Pieńkowskiego Wydziału III Polskiej Akademii Nauk.

## Popularyzacja nauki
Oprócz pracy naukowej jest aktywnym popularyzatorem nauki. Jest autorem lub współautorem ponad 60 artykułów popularnonaukowych, kilku krótkometrażowych filmów popularnonakowych. W latach 2001–2003 działał w radzie Klubu Astronomicznego Almukantarat, w ramach której organizował warsztaty i obozy astronomiczne dla młodzieży. W latach 2006–2010 publikował artykuły popularnonaukowe w najstarszym polskim miesięczniku popularnonaukowym "Młody Technik". Był kilkukrotnie nominowany do nagrody Popularyzator Nauki, a w roku 2008 otrzymał tytuł Złoty Umysł – Mistrz Popularyzacji Nauki w konkursie organizowanym przez Prezesa Polskiej Akademii Nauk. Jest członkiem Rady Programowej Centrum Nauki Kopernik.

## Ciekawostki
W roku 2009 razem z Łukaszem Turskim i Tomaszem Witkowskim był inicjatorem „Listu otwartego w obronie rozumu” adresowanego do ówczesnej minister pracy i polityki społecznej Jolanty Fedak. List był reakcją środowiska naukowego na dokument ministerstwa o nazwie "Klasyfikacja zawodów i specjalności", w którym znajdowała się lista profesji takich jak astrolog, wróżbita, bioenergoterapeuta, refleksolog czy radiesteta. Klasyfikacja zawierała także dokładne definicje tych zawodów, które wg autorów listu były całkowicie pozbawione podstaw racjonalnego myślenia. List został podpisany przez przeszło 4900 osób i odbił się szerokim echem w mediach, a także był przedmiotem interpelacji poselskiej Zbigniewa Matuszczaka. Kwestionowane profesje wciąż znajdują się w oficjalnym wykazie zawodów.